# Wereldkampioenschappen veldrijden 2021
De wereldkampioenschappen veldrijden 2021 werden gehouden op 30 en 31 januari in Oostende in België. De geplande wedstrijden voor de junioren waren overigens afgelast wegens de coronacrisis. Die coronacrisis zorgde er ook voor dat er geen publiek aanwezig kon zijn tijdens de wedstrijden. Ondanks deze financiële aderlating besliste de organisatie om de wedstrijden voor elites en beloften toch gewoon door te laten gaan. De UCI erkende deze inzet en beloonde de organisatie door het WK van 2027 opnieuw aan Oostende toe te kennen.

## Programma
Alle tijden zijn lokaal (UTC+1).
| Datum                    | Tijd  | Categorie                   |
| ------------------------ | ----- | --------------------------- |
| Zaterdag 30 januari 2021 | 11:00 | Meisjes junioren (afgelast) |
| Zaterdag 30 januari 2021 | 13:35 | Mannen beloften             |
| Zaterdag 30 januari 2021 | 15:15 | Vrouwen elite               |
| Zondag 31 januari 2021   | 11:00 | Jongens junioren (afgelast) |
| Zondag 31 januari 2021   | 13:35 | Vrouwen beloften            |
| Zondag 31 januari 2021   | 15:15 | Mannen elite                |

## Medailleoverzicht
| Categorie        | Goud                 | Goud   | Zilver           | Zilver | Brons           | Brons   |
| ---------------- | -------------------- | ------ | ---------------- | ------ | --------------- | ------- |
| Mannen           |                      |        |                  |        |                 |         |
| Mannen elite     | Mathieu van der Poel | 58'57" | Wout van Aert    | + 37"  | Toon Aerts      | + 1'24" |
| Mannen beloften  | Pim Ronhaar          | 49'47" | Ryan Kamp        | + 8"   | Timo Kielich    | + 14"   |
| Vrouwen          |                      |        |                  |        |                 |         |
| Vrouwen elite    | Lucinda Brand        | 46'53" | Annemarie Worst  | + 8"   | Denise Betsema  | + 19"   |
| Vrouwen beloften | Fem van Empel        | 36'59" | Aniek van Alphen | + 3"   | Kata Blanka Vas | + 9"    |

## Uitslagen

### Mannen, elite
| Plaats        | Renner                 | Land                | Tijd    |
| ------------- | ---------------------- | ------------------- | ------- |
| Regenboogtrui | Mathieu van der Poel   | Nederland           | 58'57"  |
| Zilver        | Wout van Aert          | België              | + 37"   |
| Brons         | Toon Aerts             | België              | + 1'24" |
| 4.            | Tom Pidcock            | Verenigd Koninkrijk | + 1'37" |
| 5.            | Laurens Sweeck         | België              | + 2'05" |
| 6.            | Michael Vanthourenhout | België              | + 2'14" |
| 7.            | Eli Iserbyt            | België              | + 2'18" |
| 8.            | Quinten Hermans        | België              | + 2'23" |
| 9.            | Lars van der Haar      | Nederland           | + 2'41" |
| 10.           | Joris Nieuwenhuis      | Nederland           | + 3'15" |

### Mannen, beloften
| Plaats        | Renner           | Land                | Tijd    |
| ------------- | ---------------- | ------------------- | ------- |
| Regenboogtrui | Pim Ronhaar      | Nederland           | 49'47"  |
| Zilver        | Ryan Kamp        | Nederland           | + 8"    |
| Brons         | Timo Kielich     | België              | + 14"   |
| 4.            | Emiel Verstrynge | België              | + 19"   |
| 5.            | Toon Vandebosch  | België              | + 31"   |
| 6.            | Mees Hendrikx    | Nederland           | + 33"   |
| 7.            | Anton Ferdinande | België              | + 55"   |
| 8.            | Niels Vandeputte | België              | + 1'01" |
| 9.            | Ben Turner       | Verenigd Koninkrijk | + 1'20" |
| 10.           | Tim van Dijke    | Nederland           | + 1'21" |

### Vrouwen, elite
| Plaats        | Renster                    | Land                | Tijd    |
| ------------- | -------------------------- | ------------------- | ------- |
| Regenboogtrui | Lucinda Brand              | Nederland           | 46'53"  |
| Zilver        | Annemarie Worst            | Nederland           | + 8"    |
| Brons         | Denise Betsema             | Nederland           | + 19"   |
| 4.            | Clara Honsinger            | Verenigde Staten    | + 52"   |
| 5.            | Yara Kastelijn             | Nederland           | + 1'04" |
| 6.            | Ceylin del Carmen Alvarado | Nederland           | + 1'12" |
| 7.            | Evie Richards              | Verenigd Koninkrijk | + 1'13" |
| 8.            | Sanne Cant                 | België              | + 1'43" |
| 9.            | Elisabeth Brandau          | Duitsland           | + 2'07" |
| 10.           | Christine Majerus          | Luxemburg           | + 2'08" |

### Vrouwen, beloften
| Plaats        | Renster                  | Land                | Tijd    |
| ------------- | ------------------------ | ------------------- | ------- |
| Regenboogtrui | Fem van Empel            | Nederland           | 36'59"  |
| Zilver        | Aniek van Alphen         | Nederland           | + 3"    |
| Brons         | Kata Blanka Vas          | Hongarije           | + 9"    |
| 4.            | Inge van der Heijden     | Nederland           | + 27"   |
| 5.            | Francesca Baroni         | Italië              | + 54"   |
| 6.            | Puck Pieterse            | Nederland           | + 56"   |
| 7.            | Manon Bakker             | Nederland           | + 1'04" |
| 8.            | Anna Kay                 | Verenigd Koninkrijk | + 1'10" |
| 9.            | Marthe Truyen            | België              | + 1'53" |
| 10.           | Marion Norbert-Riberolle | Frankrijk           | + 2'11" |

## Medaillespiegel
| Plaats | Land      | Goud | Zilver | Brons | Totaal |
| 1      | Nederland | 4    | 3      | 1     | 8      |
| 2      | België    | 0    | 1      | 2     | 3      |
| 3      | Hongarije | 0    | 0      | 1     | 1      |
| Totaal | Totaal    | 4    | 4      | 4     | 12     |

## Prijzengeld
In onderstaande tabel vindt u de verdeling van het prijzengeld per categorie:
| Pos.   | Mannen/vrouwen | Mannen/vrouwen | Mannen/vrouwen |
| Pos.   | Elite          | Beloften       | Junioren       |
| ------ | -------------- | -------------- | -------------- |
| 1.     | € 5.000        | € 2.500        | € 1.250        |
| 2.     | € 3.000        | € 1.500        | € 750          |
| 3.     | € 2.000        | € 1.000        | € 500          |
| Totaal | € 10.000       | € 5.000        | € 2.500        |

## Organisatie
De UCI fee om het WK te mogen organiseren, bedroeg CHF 425.000. De UCI nam o.a. de uitgaven m.b.t. het prijzengeld, de accreditaties, de medailles en regenboogtruien op zich.
1950 · 
1951 · 
1952 · 
1953 · 
1954 · 
1955 · 
1956 · 
1957 · 
1958 · 
1959 · 
1960 · 
1961 · 
1962 · 
1963 · 
1964 · 
1965 · 
1966 · 
1967 · 
1968 · 
1969 · 
1970 · 
1971 · 
1972 · 
1973 · 
1974 · 
1975 · 
1976 · 
1977 · 
1978 · 
1979 · 
1980 · 
1981 · 
1982 · 
1983 · 
1984 · 
1985 · 
1986 · 
1987 · 
1988 · 
1989 · 
1990 · 
1991 · 
1992 · 
1993 · 
1994 · 
1995 · 
1996 · 
1997 · 
1998 · 
1999 · 
2000 · 
2001 · 
2002 · 
2003 · 
2004 · 
2005 · 
2006 · 
2007 · 
2008 · 
2009 · 
2010 · 
2011 · 
2012 · 
2013 · 
2014 · 
2015 · 
2016 · 
2017 · 
2018 · 
2019 ·
2020 ·
2021 ·
2022 ·
2023 ·
2024 ·
2025

Categorieën

Mannen elite · 
vrouwen elite · 
mannen beloften · 
vrouwen beloften · 
jongens junioren · 
meisjes junioren · 
gemengde estafette

Voormalig:
mannen amateurs
Kampioenschappen:  Wereldkampioenschappen ·
 Europese kampioenschappen ·
 Belgische kampioenschappen ·
 Nederlandse kampioenschappen
Klassementen:  Wereldbeker ·
 Superprestige ·
 X²O Badkamers Trofee ·
 EKZ CrossTour ·
 TOI TOI Cup ·
 Coupe de France ·
 Copa de España
Overig:  Ethias Cross
Geen UCI-cat.:  Giro d'Italia Ciclocross